# Illicit (1931)
Illicit ist ein US-amerikanisches Ehedrama mit Barbara Stanwyck unter der Regie von Archie Mayo. Der Film ist ein gutes Beispiel für den laxen Umgang mit den Zensurvorschriften vor Inkrafttreten des Hays Code.

## Handlung
Dick Ives, ein wohlhabender New Yorker Anwalt, und Anne Vincent, eine junge Frau mit eigenständigen Ideen über das Leben und die Ehe im Besonderen, leben seit einigen Jahren offen und ohne Trauschein zusammen. Beide sind glücklich mit ihrer Beziehung, als Dicks konservative Eltern energisch auf eine Legalisierung der Zustände drängen. Dick überredet Anne, ihren Widerstand gegen die Ehe aufzugeben. Anne hat immer noch große Bedenken. Nach ihrer Meinung bedeutet die Eheschließung automatisch das Aus für Romantik und Leidenschaft. Stunden vor der Hochzeit erscheint Annes ehemaliger Liebhaber Price Baines und verlangt von Anne, mit ihm durchzubrennen. Anne bleibt standhaft, während Price ihr verspricht, auf sie zu warten.
Nach bereits einem Jahr Ehe sind Dick und Anne gefangen in Routine und Lieblosigkeit. Dick beginnt aus Langeweile ein Verhältnis mit Marjorie True. Anne ist schockiert über diese Affäre, und sie stellt Dick zur Rede. Er belügt sie ganz offen, und Anne verlässt ihren Mann daraufhin. Obwohl die Eheleute jetzt in getrennten Apartments leben, können sie doch nicht voneinander lassen und treffen sich weiterhin mehr oder weniger regelmäßig. Eines Abends trifft Dick Anne und Price zusammen an. Nach etlichen weiteren Komplikationen finden die Eheleute schließlich doch wieder zusammen.

## Hintergrund
Barbara Stanwyck war bereits ein bekannter Name in Hollywood, als Warner Bros. die Schauspielerin für $ 7.000 die Woche von Columbia Pictures für Illicit auslieh. Stanwyck hatte mit dem Erfolg von Ladies of Leisure unter der Regie von Frank Capra den Aufstieg zum Star geschafft, doch die Zusammenarbeit mit Harry Cohn, dem autokratischen Präsidenten von Columbia war durch Streitereien um Geld und gute Drehbücher geprägt. Stanwyck unterschrieb daher nach dem Erfolg von Illicit einen nicht-exklusiven Vertrag mit Warner Brothers, die der Schauspielerin pro Film mindestens $ 50.000 zahlten und ihr Mitspracherecht bei den Drehbüchern einräumten.
Mit der Verschlimmerung der wirtschaftlichen Lage in den USA sanken auch die Zuschauerzahlen in den Kinos von über 120 Millionen 1930 auf nur noch 55 Millionen im Jahr 1933. Eine Methode, die Besucher zurück zu locken, war die Missachtung der gültigen Zensurvorschriften mit Filmen, die menschliche Niedertracht, Gewalt, Sex, Verrat und sonstige Abgründe des Zwischenmenschlichen möglichst explizit auf die Leinwand brachten. Das wiederum befeuerte den Widerstand der einflussreichen Frauenverbände und der Catholic Legion of Decency, einer Organisation katholischer Laien, die gegen Unmoral und Werteverfall zu Felde zogen. Einer der Gründe für die eher laxe Beachtung der Vorschriften lag am Fehlen einer zentralen, einheitlich zuständigen Institution, die die für die Einhaltung zuständig gewesen wäre. Bis Mitte 1934 gab es zahllose regionale Zensurbehörden auf Landes- und kommunaler Ebene, die sich mitunter auch noch in ihren Einschätzungen widersprachen. Gewisse einheitliche Vorgaben existierten jedoch, darunter die Vorgabe, dass die Ehe als Institution nicht herabgewürdigt oder gar in Frage gestellt werden durfte. Auch sollte Sexualität außerhalb der Ehe nicht positiv oder erstrebenswert dargestellt werden. Ehebruch und Scheidung sollten nach Möglichkeit vermieden und wenn doch, dann nur als negative Entwicklungen auf die Leinwand gebracht werden.
Illicit, der Ende 1930 gedreht wurde, missachtete jede dieser Vorgaben. Das Thema, wie die überkommene Idee der Ehe mit den (damals) modernen Ansprüchen auf Freiheit und Selbstverwirklichung in Einklang gebracht werden kann, wurde jedoch zurückhaltend und subtil entwickelt.
Der Charakter der Anne wurde als praktisch veranlagte, moralisch integere Persönlichkeit präsentiert. Ihre für die damaligen Zeiten fortschrittlichen Ideen über Ehe und Sexualität sind das Produkt sorgfältiger Überlegungen und dienen nicht nur der Erfüllung niedriger Beweggründe. Anne ist kein Vamp oder leichtlebiges Frauenzimmer, sondern eine Frau, die die Gefahr sieht, in der Ehe ihre Selbständigkeit zu verlieren. Ursprünglich war Lew Cody, ein bekannter Stummfilmstar und Ehemann von Mabel Normand für die Rolle des Price vorgesehen. Er wurde jedoch durch Ricardo Cortez ersetzt, der mit Stanwyck bereits in Ten Cents a Dance zusammengearbeitet hatte. Das Studio verfilmte die Geschichte 1933 erneut als Spätere Heirat ausgeschlossen mit Bette Davis, die hier erstmals als alleiniger Star über dem Titel angekündigt wurde.

## Kritik
Der Kritiker der New York Times, Mordaunt Hall, lobte die intelligente Behandlung eines sensiblen Themas.

„In dieser Geschichte, einer intelligenten Adaption eines Stücks […] ist der wahre Sieger nicht die Ehe, sondern die Liebe. Obwohl die Entwicklung auf der Leinwand nicht sonderlich dramatisch oder neu ist, so wird die Geschichte doch gut entwickelt, und egal, ob Ann und Richard miteinander böse sind oder Spaß haben, ihre Handlungen sind immer interessant. […] Barbara Stanwyck gibt eine außergewöhnlich eindrucksvolle Darstellung als Anne.“